# Sahagún (Colombie)
Pour les articles homonymes, voir Sahagún.
Sahagún est une municipalité située dans le département de Córdoba, en Colombie.